# Platt Amendement

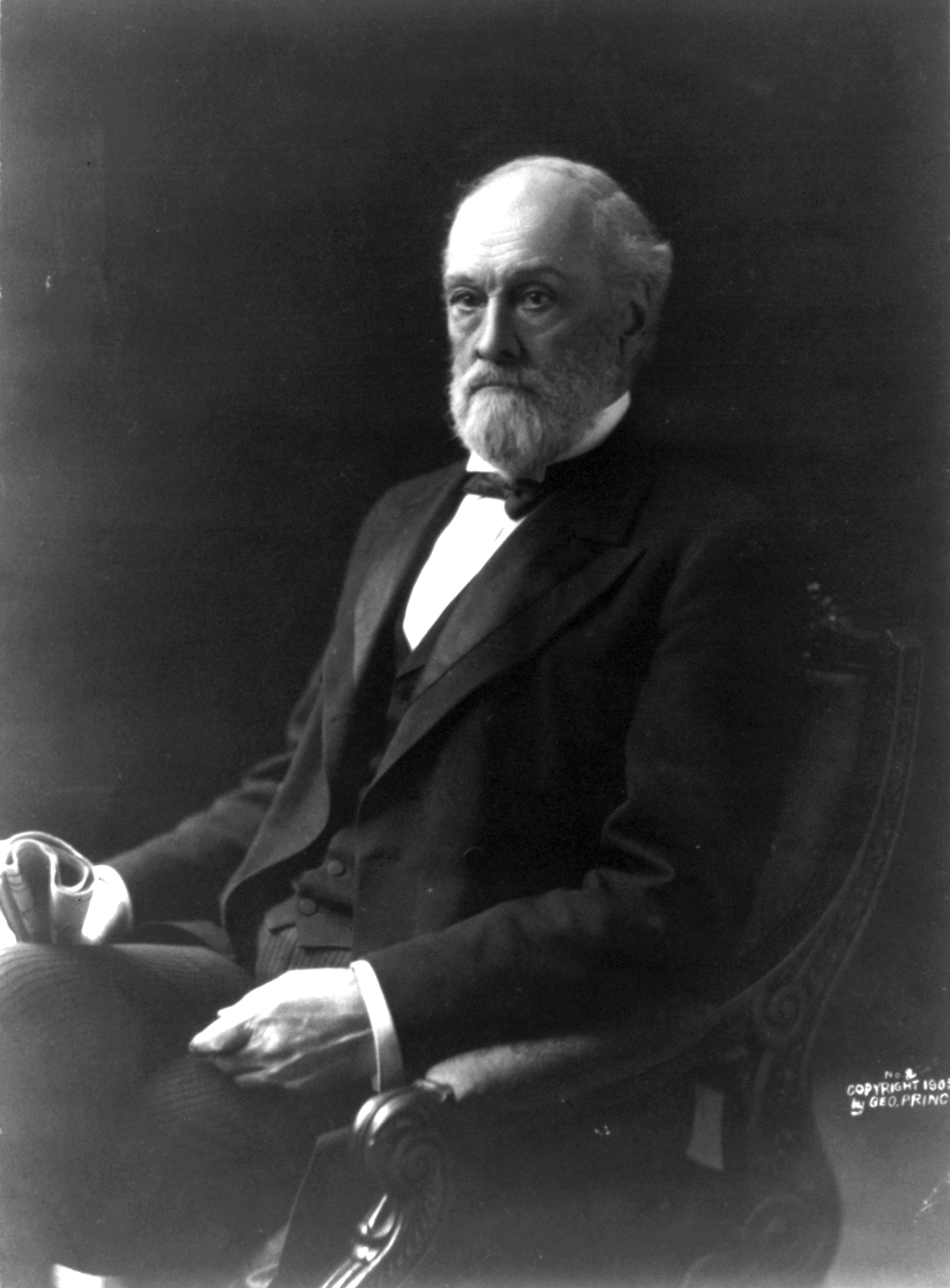
Senator Orville Platt (Republikein); naamgever aan het amendement.

Toen Cuba op 20 mei 1902 formeel onafhankelijk werd, diende het zich te schikken naar het Platt Amendement, dat de Verenigde Staten toestemming gaf in binnenlandse aangelegenheden van Cuba tussen te komen. Bovendien gaf het Amendement de Amerikanen de toelating om op Cuba een basis aan te houden, Guantánamo Bay, vandaag nog altijd in Amerikaanse handen.

## Inhoud
Op 2 maart 1901 werd het Platt amendement aangenomen. Het bevatte zeven voorwaarden voor de terugtrekking van Amerikaanse militairen die aan het einde van de Spaans-Amerikaanse oorlog in Cuba achterbleven, en een achtste voorwaarde dat Cuba in de nabije toekomst een verdrag zou ondertekenen waarin deze zeven punten worden aanvaard. Het amendement legde in belangrijke mate de Cubaans-Amerikaanse betrekkingen vast, waarbij de Amerikaanse belangen domineerden.
De belangrijkste artikelen zijn:
- Art I. De regering van Cuba zal nooit een verdrag sluiten met een andere buitenlandse mogendheid die de onafhankelijkheid van Cuba zal aantasten. Verder zal Cuba nooit toestaan dat een buitenlandse mogendheid de controle zal verkrijgen over een deel van het eiland.
- Art III. De regering van Cuba stemt ermee in dat de Verenigde Staten het recht heeft om in te grijpen voor het behoud van de Cubaanse onafhankelijkheid, voor het behoud van een regering die afdoende bescherming biedt voor het leven, eigendom en individuele vrijheid, en dat de verplichtingen die in het Verdrag van Parijs aan de Verenigde Staten zijn opgelegd, worden overgenomen en uitgevoerd door de regering van Cuba.
- Art VII. Om de onafhankelijkheid van Cuba te behouden en om de bevolking te beschermen, zal de regering van Cuba aan de Verenigde Staten land verkopen of verhuren voor een of meer marinebases.
- Art VIII. Dat de regering van Cuba de voorgaande bepalingen zal opnemen in een verdrag met de Verenigde Staten.

## Verloop en gevolgen
Op 12 juni 1901 wijzigde Cuba zijn grondwet. De tekst van het Platt Amendement werd letterlijk opgenomen.
Op 20 mei 1902 werd Tomás Estrada Palma als eerste president van Cuba gekozen. Hij was in het verleden een groot voorstander van de annexatie van Cuba door de Verenigde Staten. In zijn regeerperiode sloot Cuba op 22 mei 1903 het Verdrag van Betrekkingen met de Verenigde Staten waarin de zeven voorwaarden werden vastgelegd. In februari 1903 werd een stuk grond bij Guantánamo Bay voor onbepaalde tijd verhuurd aan de Verenigde Staten.
In 1905 werd Palma herkozen, maar de uitkomst werd betwist. Oppositiepartijen maakten melding van verkiezingsfraude en de protesten werden gewelddadig. De Verenigde Staten grepen hierop in. Op 29 september 1906 initieerde minister van Oorlog, en latere Amerikaanse president, William Howard Taft, een militaire ingreep. Hij richtte een voorlopige regering op, waarbij hij zichzelf voorlopig gouverneur van Cuba verklaarde. Deze interventie duurde tot februari 1909. In november 1908 werd José Miguel Gómez tot president gekozen en de Amerikanen achten de situatie dusdanig verbeterd dat zij hun troepen terugtrokken.
Op 29 mei 1934 ondertekenden de Verenigde Staten en Cuba een nieuw Verdrag van Betrekkingen dat in het eerste artikel het Verdrag van Betrekkingen van 1903 intrekt.

## Trivia
Een permanente tentoonstelling in het Palacio de los Capitanes Generales in Havana, Cuba, belicht deze episode van de Cubaanse geschiedenis.